# Miguel Espinosa y Hernández
Miguel Espinosa y Hernández fue un político y periodista hispanocubano, diputado en las Cortes de la Restauración y miembro de la Cámara de Representantes de la República de Cuba.

## Biografía
Nacido el 4 de abril de 1869 en las islas Canarias, al parecer en la localidad tinerfeña de Güímar, era hijo de Miguel B. Espinosa, un médico y publicista cubano, y de Adelaida Hernández. Sus primeros estudios los realizó en el Instituto de Santa Cruz de Tenerife y posteriormente ingresó en la Universidad de La Habana. En su juventud se dedicó al periodismo y en político se afilió con el partido autonomista liberal. En 1898 obtuvo escaño de diputado a Cortes con el partido autonomista por el distrito de Güines.
Afín al Partido Conservador cubano desde su fundación, defendió el ideario del partido en los periódicos El Nuevo País y Cuba. En 1908 fue elegido representante por la provincia de Las Villas y en 1911 fundó el periódico El Vía, del cual fue editor. En 1912 fue nuevamente elegido representante por la provincia de Las Villas, situación que se repitió en las elecciones de 1916.